# Libye na Letních olympijských hrách 2008
Libye se účastnila Letní olympiády 2008 v 5 sportech. Zastupovalo ji 7 sportovců.

## Atletika
Ghada Ali, Adel Zaid

## Cyklistika
Ahmed Belgasim

## Judo
Mohammad Ben Salah

## Plavání
Sufian Aljaddi, Asmahan Farhat

## Taekwondo
Ezzideen Tlish